# 動畫電影
動畫電影，泛指以動畫方式呈現的電影，用來與真人電影做出區隔。與其類似的概念是動畫長片，且有著更嚴謹的定義，即使在電影院播出的動畫作品也不見得符合動畫長片的定義。
在日本動畫範疇中，劇場版動畫或電影版動畫則更明確指出主要播放媒介為電影院，用來與電視台播映的電視動畫、互联网播映的网络动画，或是錄影帶首映的原創動畫錄影帶做出區隔。